# 格盧哈亞維利瓦河
60°11′16″N 56°59′35″E / 60.18778°N 56.99306°E
格盧哈亞維利瓦河（俄语：Глухая Вильва），是俄羅斯的河流，位於該國西部彼爾姆邊疆區，屬於亞濟瓦河的左支流，河道全長234公里，流域面積1,740平方公里，河流附近有多處沼澤。